# 리펠호
리펠호(독일어: Riffelsee 리펠제[*])는 스위스 발레주의 체르마트 마을 위에 있는 고산 호수이다. 호수 표면에 반사되어 “거꾸로 비치는 마테호른”의 풍경으로 유명하다.

## 지리
해발 2757m의 리펠호른 아래에 있으며 표면적은 0.45ha이다. 호수는 고르너그라트 철도의 산악철도역인 로텐보덴역(2,815m)에서 갈 수 있다.

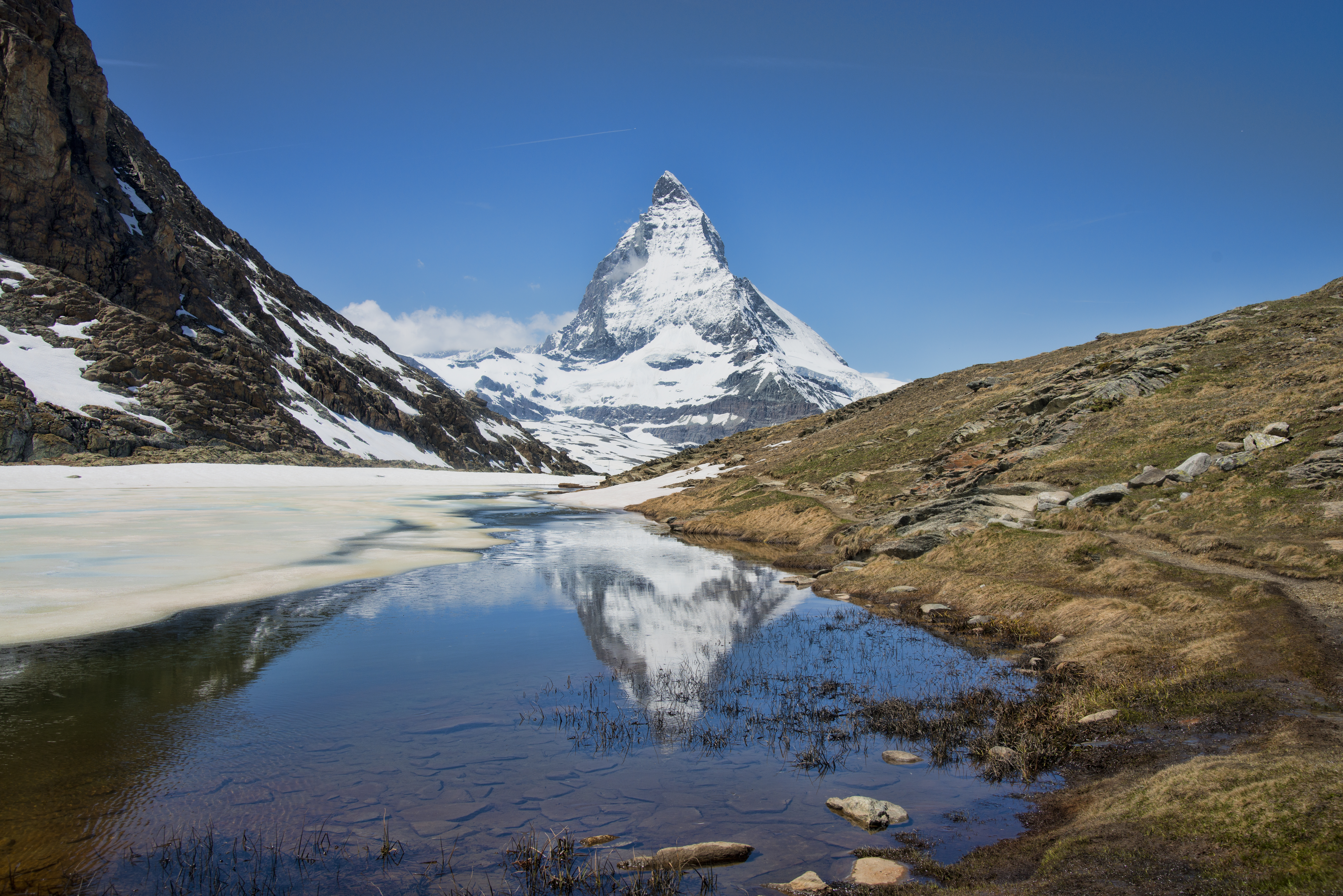
리펠호
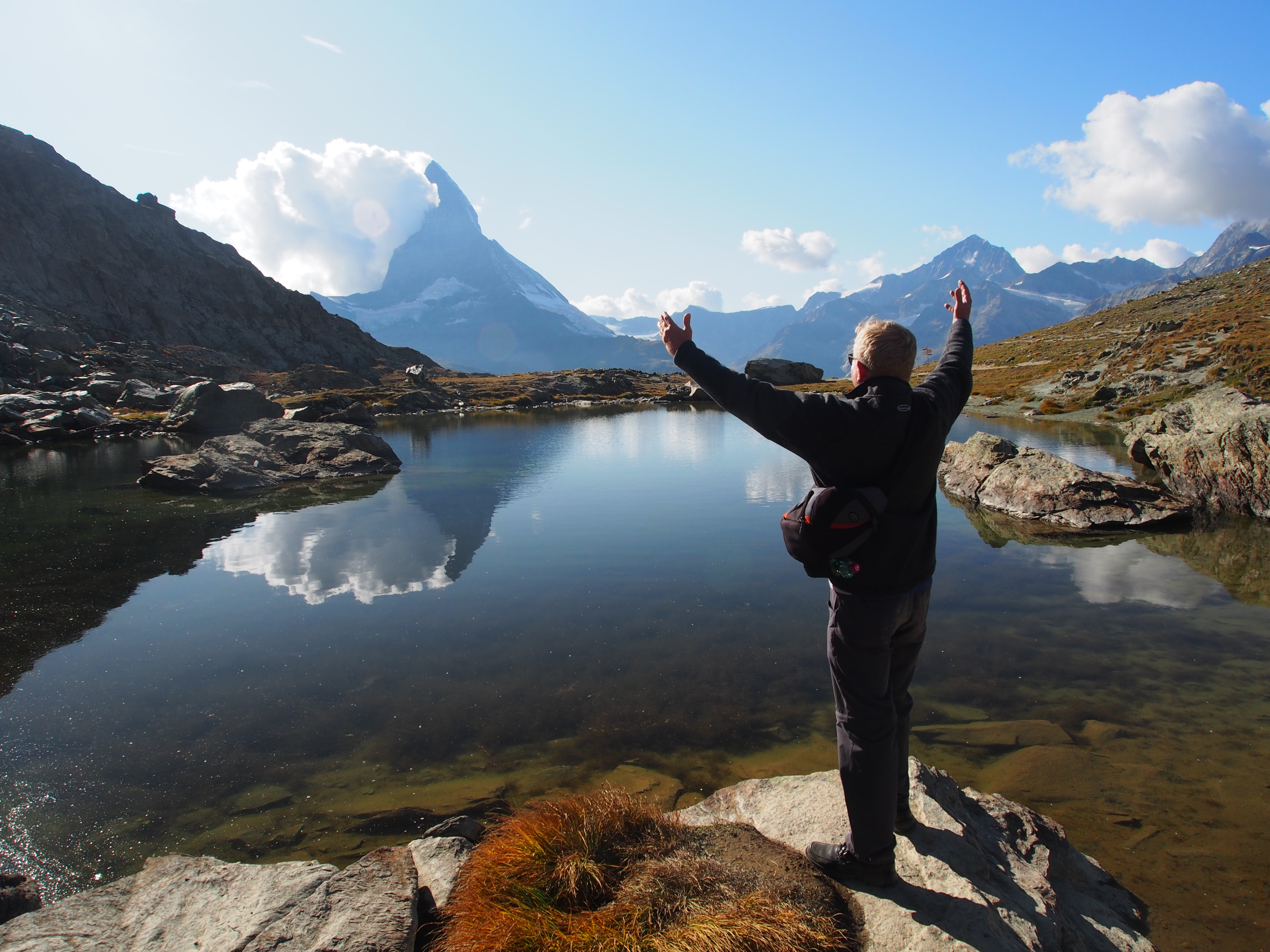
리펠호
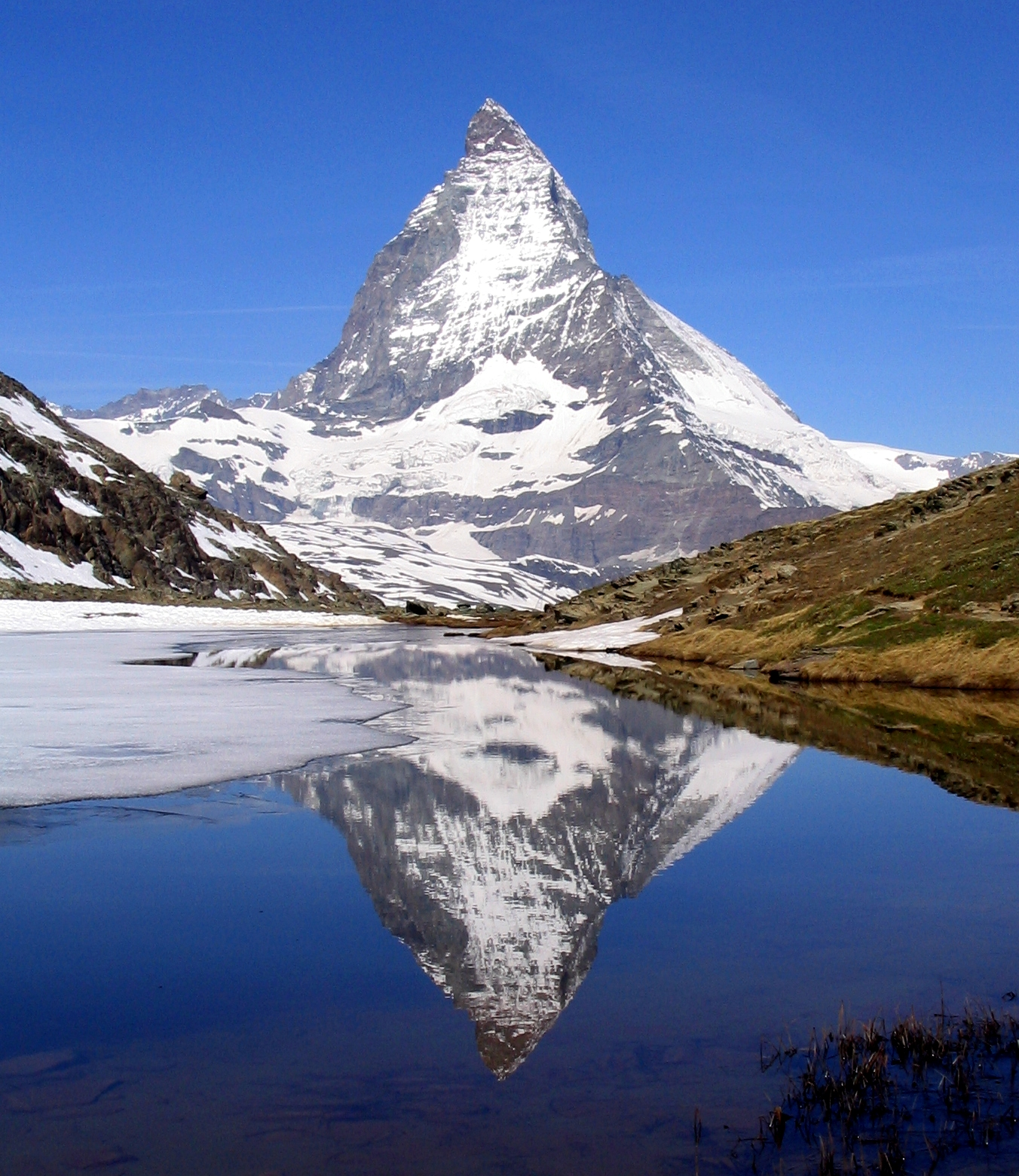